# لوری ویلیامز
لوری ویلیامز (انگلیسی: Lori Williams؛ زادهٔ ۲۳ مارس ۱۹۴۶) بازیگر سینما و تلویزیون اهل ایالات متحده آمریکاست.
از فیلم‌هایی که در آن نقش داشته می‌توان به زودتر، ملوسک، بکش! بکش! اشاره کرد.